# Anagale
Anagale – rodzaj wymarłych ssaków z rodziny Anagalidae. Żył we wczesnym oligocenie w Mongolii.
Dorastał do 30 cm długości. Przypominał królika, ale miał krótkie uszy i długi ogon. Poza tym budowa jego tylnych kończyn świadczy o tym, że poruszał się za pomocą chodu i nie był zdolny do podskoków. Jego pazury posiadały kształt łopaty. Rył więc on w poszukiwaniu pokarmu prawdopodobnie w ziemi, jak to czynią podziemne chrząszcze i robaki. Skamieniałości tego stworzenia mają bardzo zniszczone przez glebę zęby, jego pożywieniem mogły być żyjący w ziemi bezkręgowce.